# Zbigniew Pudysz
Zbigniew Pudysz (ur. 6 listopada 1931 w Jaworniku Polskim, zm. 19 maja 2010) – funkcjonariusz organów bezpieczeństwa Polski Ludowej, generał brygady.

## Życiorys
Syn Jana i Zofii. W latach 1957–1962 pracował jako oficer śledczy i starszy oficer śledczy w Wydziale II Biura Śledczego Ministerstwa Spraw Wewnętrznych. Od 1962 do 1965 był wykładowcą w Katedrze Prawa i Kryminalistyki Centrum Wyszkolenia MSW w Legionowie. Następnie powrócił do pracy w Biurze Śledczym MSW, w latach 1965–1969 był inspektorem i starszym inspektorem w Wydziale Ogólnym. Od 1969 pełnił funkcję zastępcy naczelnika Wydziału II, a od 1973 analogiczną funkcję w Wydziale Inspekcji. W latach 1980–1983 kierował Wydziałem II. W lutym 1983 został zastępcą dyrektora, a w sierpniu tego samego roku dyrektorem Biura Śledczego MSW. Funkcję tę pełnił do 20 czerwca 1985. W październiku 1986 na mocy uchwały Rady Państwa PRL został awansowany do stopnia generała brygady MO. Nominację otrzymał w Belwederze 10 października 1986.
Następnie objął stanowisko podsekretarza stanu w MSW, które zajmował do 6 lipca 1990.

## Odznaczenia
- Złota odznaka "Zasłużonego działacza Zrzeszenia Prawników Polskich" (1969)[4]
- List gratulacyjny Zrzeszenia Prawników Polskich z okazji 35-lecia MO i SB (1979)[5]